# Neopomacentrus sindensis
Neopomacentrus sindensis es una especie de peces de la familia Pomacentridae en el orden de los Perciformes.

## Hábitat
Es un pez de mar.

## Distribución geográfica
Se encuentra en el Golfo Pérsico y  Mar de Arabia.